# دار القدسي العليا
دار القدسي العليا هي إحدى حارات حي الظهار بمدينة إب اليمنية، بلغ تعداد سكانها 213 نسمة حسب تعداد اليمن لعام 2004.